# بخش کانلی، شهرستان ویلکین، مینه سوتا
بخش کانلی (به انگلیسی: Connelly Township) یک منطقهٔ مسکونی در ایالات متحده آمریکا است که در شهرستان ویلکین، مینه‌سوتا واقع شده‌است.
 بخش کانلی ۶۳٫۶ کیلومتر مربع مساحت و ۱۲۳ نفر جمعیت دارد و ۲۹۳ متر بالاتر از سطح دریا واقع شده‌است.